# Velutinodorcus tricuspis
Velutinodorcus tricuspis is een keversoort uit de familie vliegende herten (Lucanidae). De wetenschappelijke naam van de soort is voor het eerst geldig gepubliceerd in 1882 door Ritsema.